# Las mieszany

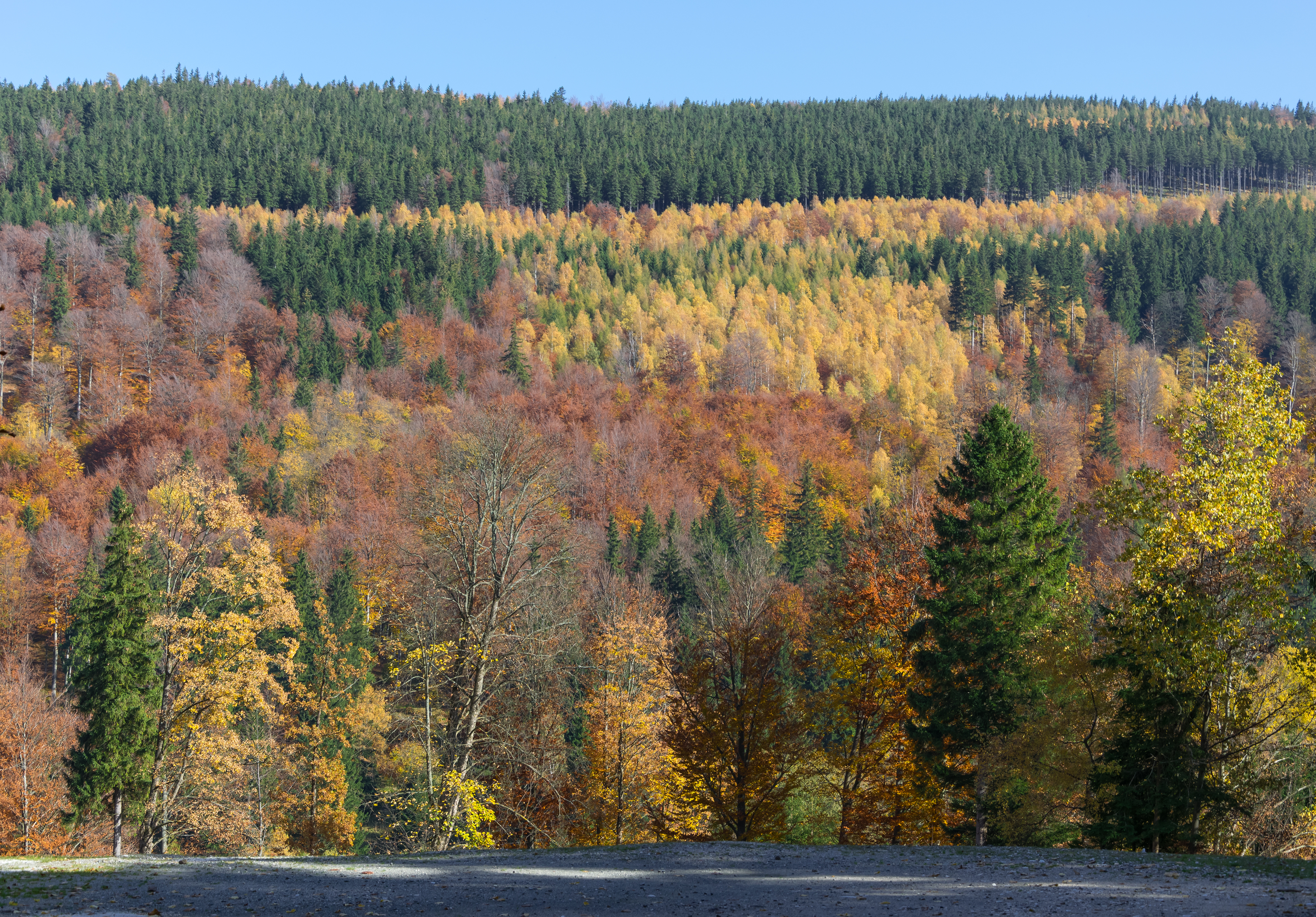
Las mieszany na stoku Rudki

Las mieszany – siedliskowy typ lasu występujący na nizinach. Na terenie Polski zajmuje ok. 10,5% powierzchni siedlisk leśnych, głównie żyźniejsze gleby typu bielicowego lub brunatnego: piaski gliniaste oraz gliny piaszczyste. Dla siedliska lasu mieszanego głównymi gatunkami drzew są: dąb szypułkowy, buk, sosna, świerk, jodła, modrzew.